# Исключения без правил
«Исключения без правил» — советский художественный фильм-киноальманах 1986 года по рассказам Михаила Мишина из сборника рассказов «Пауза в мажоре». Премьера фильма состоялась 3 мая 1986 года на ТВ.
Состоит из четырёх самостоятельных короткометражных фильмов-новелл, которые сюжетно не связаны друг с другом, но объединены общей сатирико-комедийной идеей.

## Исключение первое — «Экскурсант»
Работник фабрики игрушек Боря Топорков случайно попадает в группу интуристов, посетивших его фабрику, и по-новому осмысливает то, что стало для него привычным. Например, собственный прогул на работе или вечно длящийся возле его подъезда ремонт канализации с ямами.

### В ролях
- Виктор Бычков — Борис Топорков/Бобби Кин
- Ольга Самошина — Луиза
- А. Смирнов
- Юрий Ароян — иностранец-экскурсант
- Рашель Гедалева — экскурсовод
- Сергей Лосев — мастер цеха на фабрике игрушек
- Сергей Окман — иностранец-экскурсант
- Татьяна Захарова  — стоматолог, женщина с детской коляской
- Лариса Соловьёва  — посетительница ресторана

### Съёмочная группа
- Режиссёр: Виктор Бутурлин
- Сценарист: Михаил Мишин
- Оператор: Владимир Васильев
- Композитор: Альгирдас Паулавичюс
- Художник: Владимир Светозаров

## Исключение второе — «Скрепки»
О сотруднике учреждения Иване Семёновиче Ящерове — приспособленце и подхалиме. Его любимое и единственное занятие — изображать кипучую «бурную деятельность».
| - Александр Галибин — Игорь Алексеевич Степанов - Геннадий Богачёв — Иван Семёнович Ящеров - Ольга Волкова — секретарь - Анатолий Сливников — завхоз - Виталий Матвеев — маляр | - Режиссёры: Сергей Баранов, Валерий Наумов - Сценарист: Михаил Мишин - Оператор: Сергей Юриздицкий - Композитор: Альгирдас Паулавичюс - Художник: Владимир Светозаров |

## Исключение третье — «Голос»
О том, как инженер Валюшин, утомлённый проблемами на работе и в семье, в одно прекрасное утро заговорил языком неуместных штампов и сентенций, многократно встречающихся в статьях и передачах бесталанных журналистов. Каждый раз, когда ситуация требует от него выразить свои мысли и чувства, он, помимо своей воли, начинает говорить бодрым и торжественным голосом радиодиктора. Казённая речь, наполненная штампами и показным оптимизмом, искажает до неузнаваемости то, что герой хотел высказать.
| - Семён Фарада — Валюшин - Екатерина Васильева — жена Валюшина - Владислав Стржельчик — доктор - Всеволод Шиловский — начальник главка - Александр Белинский — руководитель лаборатории - Грачья Мекинян — Саркисов - Алексей Кожевников — Голубев - Вера Титова — сотрудница бригады Валюшина - Анатолий Сливников — пациент в коляске - Анатолий Рудаков — милиционер - Аркадий Коваль — сотрудник лаборатории - Евгений Платохин — сотрудник лаборатории - Владимир Богданов — сотрудник лаборатории - Илья Иванов — пациент - Владимир Бортко — пассажир автобуса | - Режиссёр: Владимир Бортко - Сценарист: Михаил Мишин - Оператор: Анатолий Лапшов - Композитор: Владимир Дашкевич - Художник: Владимир Светозаров |

## Исключение четвёртое — «Золотая пуговица»
Фильм о человеке, всегда и во всём в жизни привыкшем руководствоваться только своими личными интересами. Герой новеллы, Спиркин, откровенно бездельничает на работе, но в поисках потерянной «фирменной» пуговицы проявляет чудеса энергии и предприимчивости.
Бездельник и лодырь Спиркин однажды на работе обнаруживает пропажу любимой золотой пуговицы с надписью «per aspera ad astra». Это приводит к невероятным последствиям: сроки выполнения работ для перехода к очередному этапу поиска пуговицы во много раз (по сравнению с утверждениями специалистов) им сокращаются. Рытьё земли, уборка металлолома, постройка ж/д моста и т. д. — всё это делалось во много раз быстрее, поскольку это было нужно главному герою, искавшему свою затерявшуюся где-то пуговицу и идущему потом за ней «по следу». Его даже не остановила информация о том, что её отправили в космос, к Альфе Центавра.
Фильм демонстрирует разницу в отношении к работе «на благо общества» и на своё собственное благо: как решаются вопросы и проблемы, когда дело доходит до личного. Бездельничая на службе, Спиркин в то же время проявляет чудеса энергии и трудолюбия в поисках своей пуговицы.
| - Семён Морозов — Спиркин - Ирина Коровина — жена Спиркина - Евгений Артемьев — начальник Спиркина - Татьяна Баркова — медсестра - Валерий Кравченко — начальник на свалке металлолома - Владимир Богданов — рабочий на стройке - Евгений Филатов — рабочий на стройке - Сергей Брянцев - Юрий Гончаров — бульдозерист - Игорь Добряков — врач - Александр Завьялов — рабочий на свалке металлолома - Валерий Захарьев — врач - Анатолий Равикович — начальник таксомоторного парка | - Режиссёр: Александр Рогожкин - Сценарист: Михаил Мишин - Оператор: Валерий Мартынов - Композитор: Альгирдас Паулавичюс - Художник: Марксэн Гаухман-Свердлов |